# Nataša Košir
Nataša Košir Mušič, nekdanji slovenski fotomodel in manekenka, * 3. december 1947, Novo mesto
Najbolj je znana kot zmagovalka lepotnega tekmovanja Miss Universe Jugoslavije 1968. Na Miss Universe 1969 v Miami Beachu na Floridi je prišla med najboljših 10 tekmovalk v kopalkah, skupno pa med najboljših 15.
Moti jo stagnacija domačega Kočevja.

## Kariera

### Miss Universe Jugoslavije za Miss Universe
Na Miss Universe Jugoslavije 1968 v Beogradu se je uvrstila kot 1. spremljevalka Miss Universe Slovenije. Kot suho dekle brez oblin je bila v evropskem trendu, srbski publiki pa ni bila všeč. Morala bi nastopiti tudi na Miss Evrope 1968, pa je tja odšla Daliborka Stojšić, Miss Universe Jugoslavije 1967.
Po izkušnjah Koširjeve so bile tekmovalke na Miss Universe, še posebej Evropejke, bolj cenjene, povabili so jih tudi v Belo hišo. Imela je lepe možnosti za zmago, ker so dekleta z vzhodne Evrope komaj začela sodelovati na mednarodnih lepotnih tekmovanjih. Izbor zmagovalk na svetovnem izboru je bil močno povezan z ameriško zunanjo politiko.Tudi doma, v Jugoslaviji, je bil lepotni izbor, na katerem je sodelovala, pomembnejši, kot danes. V imenu države je po svetu predstavljala projekte. Zmaga ji je prinesla nagrade v vrednosti dvosobnega stanovanja in neke vrste sanjsko življenje. To je ni zadovoljilo in želela si je priti v višje akademske kroge. Ob zmagi je povedala, da so v domačem Kočevju nad njeno zmago navdušeni, pol stoletja kasneje pa, da ne.

### Manekenstvo
Fotomodel je postala pri 19-ih. Nastopila je na modni reviji znamke Labod. Bila je v katalogu za Namo Zagreb in tiskanem oglasu za spodnje perilo Lisca. Manekenstvo v njenih časih ni bilo priznano kot poklic. Z njim se je ukvarjala deset let.

### Študij in kasnejša leta
Študirala je stomatologijo. Pri 39-ih je doštudirala pravo in potem šla delat v tujino, med drugim na ambasade v Zagrebu in na Dunaju.

## Mladost
Rodila se je Jožetu Koširju (27. oktober 1920-2005), dolenjskemu aktivistu, nosilcu partizanske spomenice 1941-1945 , županu Novega mesta in direktorju kemične tovarne Melamin v Kočevju, ki jo je pomagal ustanoviti tako kot tovarno LIK in Gospodarski vestnik. Leta 1938 se je v Mariboru vključil v napredno delavsko gibanje. Po kapitulaciji Italiji je šel med primorske borce. Bil je ranjen in deportiran v taborišče Dachau. V Beogradu je diplomiral iz ekonomije.
Nataša je do obiskovanja osnovne šole živela v Ljubljani, nato v Kočevju, kasneje je kot študentka spet odšla v Ljubljano.

## Zasebno
Poročila se je z Jožetom Mušičem z RTV-ja 6. septembra 1969 v Ljubljani. Svatba je bila v Kočevju v Hotelu Pugled. Na poročno potovanje nista šla, ker sta bila že oba sita potovanj. Leta 1970 je rodila svojega prvega otroka.
Visoka je 173 centimetrov. V mladosti je bila opisana kot modrooka črnolaska. Februarja 1969 je bila lažje poškodovana v prometni nesreči.